# Ken Coomer
Ken Coomer (nacido el 5 de noviembre de 1960) es un músico y productor discográfico estadounidense, conocido mayormente por ser el último batería de la banda de country alternativo Uncle Tupelo y batería de la banda de rock alternativo Wilco hasta su disco Yankee Hotel Foxtrot. También fue batería y cofundador de la banda de Nashville Clockhammer. Ha tocado con artistas como Steve Earle, Tim Finn, Will Hoge, Jars of Clay, Emmylou Harris y Shaver.
Además de su faceta como músico, Coomer es productor discográfico, siendo su trabajo más reconocido el álbum debut en solitario del cantante de Vaquero Chetes, trabajo por el que recibió un disco de platino en México. En 2017 produjo el álbum debut de la banda colombiana de indie rock AppleTree, "Horas Perdidas", nombrado como el mejor disco colombiano de 2018.